# T.R.EX.C.I
T.R.EX.C.I é uma série de animação Brasileira em 3D produzida e exibida no canal TV Rá-Tim-Bum, cujo foco principal é despertar a curiosidade das crianças, sobre a tecnologia e seus objetos como o foguete, o celular, o para-raio, além de outras coisas relacionadas a Terra e os seres humanos como as Plantas, ou os Livros. Para isso, o programa usa um robô de mesmo nome (T.R.EX.C.I), que veio a Terra para recolher dados sobre o planeta e enviar para o seu chefe, que se comunicam a partir de um computador. Porém o minúsculo vilão (T.A.T.U) pretende dominar a Terra e escravizar os humanos, além de querer roubar as informações que T.R.EX.C.I coleta para uso maquiavélico. A primeira temporada estreou em 6 de julho de 2011, e a segunda estreou em Julho de 2013, agora com foco nos sentimentos humanos. O desenho também já passou um tempo no canal Zoomoo.

## Personagens
- T.R.EX.C.I (Tecnologia Robótica de "EXploração" de Culturas e Informação) - É um robô programado por uma civilização de uma galáxia muito distante, para investigar os seres, os objetos, além dos costumes, culturas, e hábitos desses seres em vários planetas. Um dia, T.R.EX.C.I foi mandado para o Planeta Terra para investigar tudo sobre o planeta. Porém ele acabou interferindo no ecossistema quando colidiu com a Terra, o que ele não deveria ter feito, então se passam mais de mil anos, até que construtores que estavam construindo um prédio descobriram o T.R.EX.C.I e pensando que ele era alguma coisa velha, o jogaram no depósito. Lá o robô descobriu que havia um computador de onde ele podia se comunicar com seu chefe, além de vários livros, já que o depósito é uma biblioteca que o ajudariam a conhecer mais sobre o planeta, além de várias bugigangas de onde ele podia fazer seus experimentos. No final da primeira temporada, ele foi obrigado a sair, pois ele já tinha concluído a sua missão, o que o deixou com saudades, porém ele voltou na segunda, pois os arquivos dos sentimentos humanos continham erros que eles não conseguiam entender, e coube a T.R.EX.C.I a reenviar esses arquivos. Mais tarde ele ganhou um disfarce humano, como prêmio por ele ter sido o melhor robô do ano, que fez com que ele saísse de férias por um mês.

- T.A.T.U (Tecnologia Altamente Tecnológica e Única) - É um diabólico Inseto robótico em forma de Tatu-bola, embora muitos como Luisa, podem considera-lo como uma barata. Ele veio junto com T.R.EX.C.I quando ele chegou ao planeta Terra. Não se sabe o destino dele depois, embora é provável que ele tenha sido encontrado pelos construtores e eles acharam que ele era uma bola velha ou algo assim, e o jogaram no depósito também. Ele é o considerado o vilão do desenho, por querer dominar a Terra e querer fazer dos humanos dos escravos. No primeiro episódio ele tentou fazer de T.R.EX.C.I seu aliado para o ajudar com seus planos maus, mas o robô se recusa dizendo que É melhor compreender os humanos. Desde então T.A.T.U vê T.R.EX.C.I como rival, e frequentemente bola planos para tentar conquistar o mundo, construindo várias engenhocas, porém ele sempre acaba se dando mal. Também tem uma rivalidade com a Luisa, a chamando de Filhote de humano. Ele costuma dar sua típica gargalhada do mal após revelar seu plano pra o espectador ou quando vai fazer algo de ruim.

- Chefe - É um Alienígena que se comunica com T.R.EX.C.I a partir de um computador e sempre aparece para indicar o que ele deve investigar, e aparece de novo após T.R.EX.C.I descobrir tudo sobre o tal objeto tema do episódio. Ele demonstra ser um pouco mal-humorado. Seu nome não é revelado durante todo o desenho, só sendo chamado de Chefe por T.R.EX.C.I. Ele tem uma luzinha vermelha que pisca sempre que ele fala. Em um dos episódios, ele foi substituído por um robô fêmea, por qual T.R.EX.C.I se apaixonou.

- Luisa - É uma menina de 14 anos que é a melhor (senão a única) amiga de T.R.EX.C.I, embora ela acha ele meio maluco as vezes. Ela apareceu primeiro no episódio Menina ainda pequena, quando seus pais visitaram o prédio. Ela entrou no depósito e causou medo a todos, mas depois T.R.EX.C.I começou a gostar dela, assim como ela dele, chamando-o de Robô amigo. Porém o Chefe não gostou da presença dela, já que ele não permite que nenhum humano apareça enquanto T.R.EX.C.I esteja em trabalho, pois isso arruinaria com a missão. Ela não gosta do T.A.T.U, chamando-o de Barata feia. Ela reaparece na segunda temporada, agora mais jovem, falando de uma forma mais normal, além de ter uma boneca que fala chamada Juliana, e também de ter grande destaque na temporada, aparecendo com frequência no laboratório. Ela demonstra que ainda não gosta do T.A.T.U, o chamando ainda de Barata, e ele demonstrando o mesmo chamando-a de Filhote de humano. No final da temporada, ela se mudou com os pais pra uma casa nova em outra cidade, e ficou mais difícil de ela ver o amigo. Seus pais nunca foram revelados no desenho.

## Elenco
- T.R.EX.C.I e Chefe - Luiz Laffey (1ª voz), Yuri Chesman (2ª voz)
- T.A.T.U - Nestor Chiesse
- Luisa - Melissa Garcia

## Missão Minuto
É uma sessão de episódios de um minuto feitos em 2012, onde T.R.EX.C.I mostra o chefe uma coisa inacreditável que ele descobriu sobre os humanos, porém como a conexão só dura um minuto, ele precisa ser muito rápido pra explicar. Quando T.R.EX.C.I está prestes a responder uma pergunta que o Chefe fez sobre tal coisa, a conexão cai imediatamente, e é mostrado o site da TV Rá-Tim-Bum. Algumas cenas do desenho T.R.EX.C.I são mostradas nesse desenho. É um spin-off de T.R.EX.C.I.